# LRVP - hetZeteltje
LRVP - hetZeteltje (kort: hetZeteltje) was een Nederlandse politieke partij. De partij werd opgericht door de Amsterdammer Sander van der Sluis. De afkorting LRVP in de naam staat voor Liefde, Respect en Vrijheid Partij. Van der Sluis wilde met zijn initiatief de maatschappij inspireren en een spiegel voorhouden en richtte zich op de maatschappelijk en cultureel betrokken kiezer.  
HetZeteltje nam deel aan de Tweede Kamerverkiezingen 2006, met als lijsttrekker en als enige kandidaat Van der Sluis. De partij kwam enkel uit in de kieskring Amsterdam en behaalde 185 stemmen.